# 埃里克·哈尔苏克
埃里克·哈尔苏克（荷蘭語：Erik Hartsuiker，1940年10月19日—），是一名退休的荷兰籍赛艇选手。

## 身历
哈尔苏克于1964年东京夏季奥林匹克运动会代表荷兰参与了双人划桨项目。哈尔苏克与队友赫尔曼·罗崴，揚·于斯特·博斯以8分23.420秒的成绩赢得铜牌。
决赛时，原先名列第二的荷兰队，于赛程500米后被法国队超越，最终名列第三。法国队囊获亚军（银牌），成绩为8分23.150秒。项目的冠军是美国队，成绩为8分21.330秒。
哈尔苏克于1968年墨西哥夏季奥林匹克运动会又一次代表荷兰出战，但是改为参与四人划桨项目。决赛时以6分51.77秒的成绩排名第九，过后宣布退休。